# Grégory Doucet
Grégory Doucet (Parigi, 22 agosto 1973) è un politico francese, sindaco di Lione dal 4 luglio 2020.